# 厄文兄弟
安德魯·厄文（英語：Andrew Erwin，1978年9月1日—）與強·厄文（英語：Jon Erwin，1982年5月19日—）或合稱厄文兄弟（英語：Erwin Brothers），美國男導演、編劇及製片人搭檔，也是王國故事公司的聯合創始人及經營者。兄弟倆皆是基督教徒，製作的電影也常與基督教有關。較知名的作品如電影《夢想心樂章》（2018年），儘管在影評界和觀眾間的評價褒貶不一，但票房相當成功。

## 早期生活
厄文兄弟生於阿拉巴馬州伯明罕。他們是前州參議員漢克·厄文的孩子和亨利·E·厄文的孫子。

## 作品列表
- 2006：《十字架與塔》（The Cross and the Towers，紀錄片）
- 2011：《十月寶貝（英语：October Baby）》[2]
- 2014：《老媽之夜（英语：Moms' Night Out）》[3]
- 2015：《橄欖球傳奇（英语：Woodlawn (film)）》[4]
- 2017：《美国偶像史蒂夫·麦奎因》（Steve McQueen: American Icon，紀錄片）
- 2018：《夢想心樂章（英语：I Can Only Imagine (film)）》[5][6]
- 2020：《依然相信（英语：I Still Believe (film)）》[7]
- 2021：《耶穌音樂（英语：The Jesus Music）》（紀錄片）[8]
- 2021：《美國失敗者》[9]
- 2023：《耶穌革命（英语：Jesus Revolution）》（僅強·厄文）
- 2024：《普通天使》（僅監製）
- 2024：《史上最棒的聖誕劇》（僅監製）
- 2025：《陽光小強人（英语：The Unbreakable Boy）》（僅監製）

## 外部連結
- 安德魯·厄文在互联网电影资料库（IMDb）上的資料（英文）
- 強·厄文在互联网电影资料库（IMDb）上的資料（英文）